# سیارک ۴۲۰۰
سیارک ۴۲۰۰ (به انگلیسی: 4200 Shizukagozen، نامگذاری:1983WA) چهار هزار و دویستمین سیارک کشف شده‌است که در ۲۸ نوامبر ۱۹۸۳ کشف شد.
قدر مطلق سیارک برابر ۱۳٫۵۰ است.